# Großschönau (Niemcy)
Großschönau – miejscowość i gmina w Niemczech, w kraju związkowym Saksonia, w okręgu administracyjnym Drezno, w powiecie Görlitz, siedziba wspólnoty administracyjnej Großschönau-Hainewalde.

## Współpraca
Miejscowości partnerskie:
- Hüfingen, Badenia-Wirtembergia
- Olszyna, Polska